# Dagstorps distrikt
Dagstorps distrikt är ett distrikt i Kävlinge kommun och Skåne län. 
Distriktet ligger nordväst om Kävlinge. 

## Tidigare administrativ tillhörighet
Distriktet inrättades 2016 och utgörs av en del av området Kävlinge köping omfattade till 1971, delen som före 1967 utgjorde socknen Dagstorps socken.
Området motsvarar den omfattning Dagstorps församling hade vid årsskiftet 1999/2000.